# Cathédrale Saint-Luc de Glasgow
Cette  cathédrale ne doit pas être confondue avec une autre cathédrale de Glasgow.
La cathédrale Saint-Luc est une cathédrale de l'Église orthodoxe grecque située dans le quartier Kelvinside à Glasgow, en Écosse.
Elle a été conçue par James Sellars et construite en 1877 en même temps que l'église de Belhaven pour l'Église presbytérienne unie d'Écosse. 
Elle a été construite en style gothique normand, inspiré par la cathédrale de Dunblane. La congrégation est devenue une partie de l'Église d'Écosse en 1929.